# Zagreber Börse
Die Zagreber Börse (kroatisch Zagrebačka burza, englisch The Zagreb Stock Exchange, abgekürzt ZSE) ist eine Aktiengesellschaft mit Sitz in Zagreb, Kroatien. Die Zagreber Börse wurde 1991 gegründet und setzt die Tradition der Zagreber Börse für Waren fort, welche von 1918 bis 1946 existierte. Die Handelszeit ist werktags von 10:00 bis 16:00 Uhr.  Am 31. Januar 2007 vereinigte sich die Börse von Varaždin mit der Zagreber Börse. Somit gibt es in Kroatien nur noch eine Handelsplattform in Zagreb.

## Indizes
Der Aktienindex der Börse ist der CROBEX, der seit 1. September 1997 veröffentlicht wird. Die Ausgangsbasis von 1000 Punkten ist vom 1. Juli 1997. Der Rentenindex ist der CROBIS, der seit 1. Oktober 2002 veröffentlicht wird. Die Ausgangsbasis von 100 Punkten ist vom 30. September 2002.

## Mitgliedschaften
Die Börse ist Mitglied von:
- Federation of Euro-Asian Stock Exchanges
- Federation of European Securities Exchanges[2]
- Sustainable Stock Exchanges Initiative